# گودوین کویالیپو
گودوین کویالیپو (انگلیسی: Goduine Koyalipou؛ زادهٔ ۱۵ فوریهٔ ۲۰۰۰) بازیکن فوتبال اهل فرانسه است.
از باشگاه‌هایی که در آن بازی کرده‌است می‌توان به اشاره کرد.
وی همچنین در تیم‌های ملی فوتبال زیر ۱۸ سال فرانسه و زیر ۱۹ سال فرانسه بازی کرده‌است.